# Qigu
Qigu oder Cigu (chinesisch 七股區, Pinyin Qīgǔ Qū, Tongyong Pinyin Cigǔ Cyu, W.-G. Ch'i1-ku3 Ch'ü1, Pe̍h-ōe-jī Chhit-kó͘-khu) ist ein Bezirk der regierungsunmittelbaren Stadt Tainan im Südwesten der Republik China auf Taiwan.

## Lage und Beschreibung
Qigu liegt an der Westküste Taiwans, nördlich der „Altstadt“ oder „Kernstadt“ von Tainan. Der Fluss Zengwen (曾文溪) bildet im Wesentlichen die südliche Grenze Qigus. Im Osten grenzt Qigu an die Bezirke Xigang und Jiali und im Norden an den Bezirk Jiangjun. Mit etwa 110 km² ist Qigu der viertgrößte Bezirk Tainans, steht mit ungefähr 22.800 Einwohnern (2018) jedoch nur an 24. Stelle unter den 37 Bezirken Tainans.

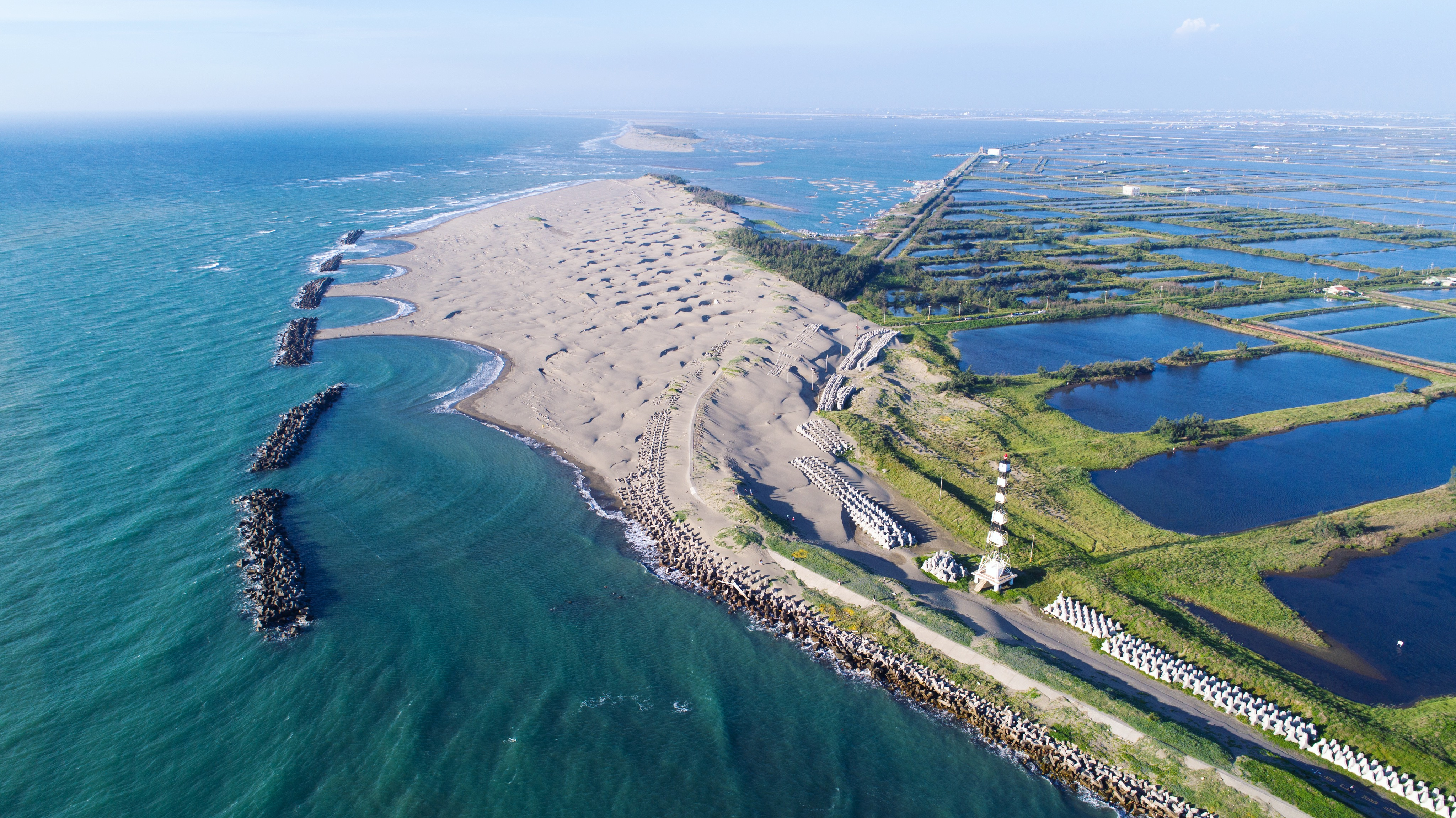
Nehrung und Lagune von Qigu. Im Vordergrund der Guosheng-Leuchtturm (國聖港燈塔) und weiter hinten die Lagunenöffnung

Qigu bildet die am weitesten westlich gelegene Spitze der Insel Taiwan. Prägend ist die Küstenlandschaft. Die Küstenform ist durch Erosion und Sedimentation einem ständigen Wandel unterworfen. Qigu umfasst die etwa 1300 Hektar große Qigu-Lagune (七股潟湖, örtlicher Name Neihaizai 內海仔 – „Inneres Meer“), die durch einen schmalen Landstreifen, eine Nehrung (Wangziliao-Nehrung 網仔寮汕), weitgehend von Meer abgetrennt ist und nur zwei Öffnungen zur Taiwanstraße hat. Das Gemeindegebiet ist von zahlreichen Drainagekanälen durchzogen. Die örtliche Flora ist durch Mangrovengewächse (Avicennia marina) entlang der Fließgewässer und der Drainagekanäle geprägt. Zum Küstenschutz wurden vielfach Kasuarienbäume angepflanzt. Die Lagune bildet ein bedeutendes Rückzugsgebiet für viele Zugvögel. Dazu zählen unter andern der bestandsbedrohte Schwarzstirnlöffler, Orientbrachschwalbe, Zwergseeschwalbe, Braunwürger u. a. m.
In früherer Zeit war die Lagune ein wichtiger Ort der Salzgewinnung aus dem Meer. Im Mai 2002 wurde die Gewinnung wegen Unwirtschaftlichkeit eingestellt.
33,0107 km² des Gemeindegebiets gehören zum Taijiang-Nationalpark (台江國家公園).

## Geschichte
Der Ortsname ‚Cigu‘ bzw. ‚Qigu‘, der wörtlich übersetzt „Sieben Anteile“ bedeutet, leitet sich der Überlieferung nach vom Namen einer Fischzucht Ciguwen (七股塭) ab, die sieben aus der chinesischen Küstenprovinz Fujian stammende Fischer um 1700 herum gegründet haben sollen, als sie sich in der Gegend ansiedelten. Zur Zeit der japanischen Herrschaft über Taiwan (1895–1945) fungierte das Gebiet als Verwaltungseinheit Cigu Zhuang und nach der Übertragung Taiwans an die Republik China (1945) wurde die Landgemeinde Qigu (七股鄉,  Qīgǔ Xiāng) gebildet. Die Landgemeinde war zunächst Teil des 1946 gebildeten Landkreises Tainan. Als der Landkreis am 25. Dezember 2010 aufgelöst und in die Stadt Tainan eingegliedert wurde, wurde Qigu zu einem Stadtbezirk Tainans.

## Wirtschaft
Durch die natürlichen Gegebenheiten bedingt, ist der Bezirk stark durch Fischerei bzw. Aquakultur und Landwirtschaft geprägt. An Agrarprodukten werden vor allem Cantaloupe-Melonen, Knoblauch (110 ha), Schalotten, Mais, Sesam (120 ha), Tomaten, Süßkartoffeln, Karotten und Mungbohnen erzeugt.
In Qigu gibt es auf 4000 Hektar Fläche mehr als 6000 Fischteiche – mehr als irgendwo sonst in Taiwan. Gezüchtet werden vor allem Milchfisch (lokal als 麻虱目,  Máshīmù, 國姓魚,  Guóxìng yú oder 安平魚,  Ānpíng yú bekannt), Großkopfmeeräschen (鯔魚,  Zī yú), Japanische Venusmuscheln, Austern, Zackenbarsche, Tilapia (吳郭魚,  Wúguō yú), Aale und Garnelen (Litopenaeus vannamei). In der Lagune werden in Fischernetzen Garnelen (Penaeus monodon, Metapenaeus ensis, Exopalaemon orientis), Oreochromis niloticus, Krabben (Scylla serrata, Carclisoma carnifex), Plattköpfe, Ponyfische, Kupferschnapper, Meerbrassen (Acanthopagrus schlegelii) u. a. gefangen.

## Verkehrsverbindungen
Die größeren Straßen nehmen in Qigu entweder einen Nord-Süd- oder einen Ost-West-Verlauf. In gerader Nord-Süd-Richtung verläuft am östlichen Rand von Qigu die Provinzstraße 17. Parallel dazu, weiter in Küstennähe, verläuft die Kreisstraße 173A (173甲), die nördlich des Zengwen-Flusses im rechten Winkel nach Osten abbiegt. Im mittleren Abschnitt verläuft die Kreisstraße 176 in Ost-West-Richtung.

## Administration

Ortsteile von Qigu

Im Jahr 1946 umfasste die damalige Landgemeinde Qigu 25 Dörfer (村,  Cūn). Im Jahr 1978 wurden die Dörfer Gangdong und Gangxi zum Dorf Hougang, und die Dörfer Dingtan und Taitan zum Dorf Datan vereinigt, so dass danach 23 Dörfer (bzw. ab 2010 Ortsteile) existierten. Seit dem Jahr 2018 ist Qigu in 18 Ortsteile eingeteilt. Diese sind die folgenden:
1 Datan (大潭里)

2 Xiliao (西寮里)

3 Hougang (後港里)

4 Dingshan (頂山里)

5 Dujia (篤加里)

6 Qigu (七股里)

7 Dacheng (大埕里)

8 Zhongliao (中寮里)

9 Yusheng (玉成里)

10 Xinan (溪南里)

11 Longshan (龍山里)

12 Yancheng (鹽埕里)

13 Shifen (十份里)

14 Sangu (三股里)

15 Yongji (永吉里)

16 Zhuqiao (竹橋里)

17 Yihe (義合里)

18 Shulin (樹林里)
Das Verwaltungszentrum befindet sich in Dacheng.

## Sehenswürdigkeiten, Tourismus
Die Lagune mit der Nehrung bietet landschaftlich reizvolle Eindrücke. Ein Ausflugsziel sind die Salzberge im Ortsteil Yancheng. Im Taiwanischen Salzmuseum (台灣鹽博物館) kann man sich über die Geschichte und Technik der Salzgewinnung informieren.

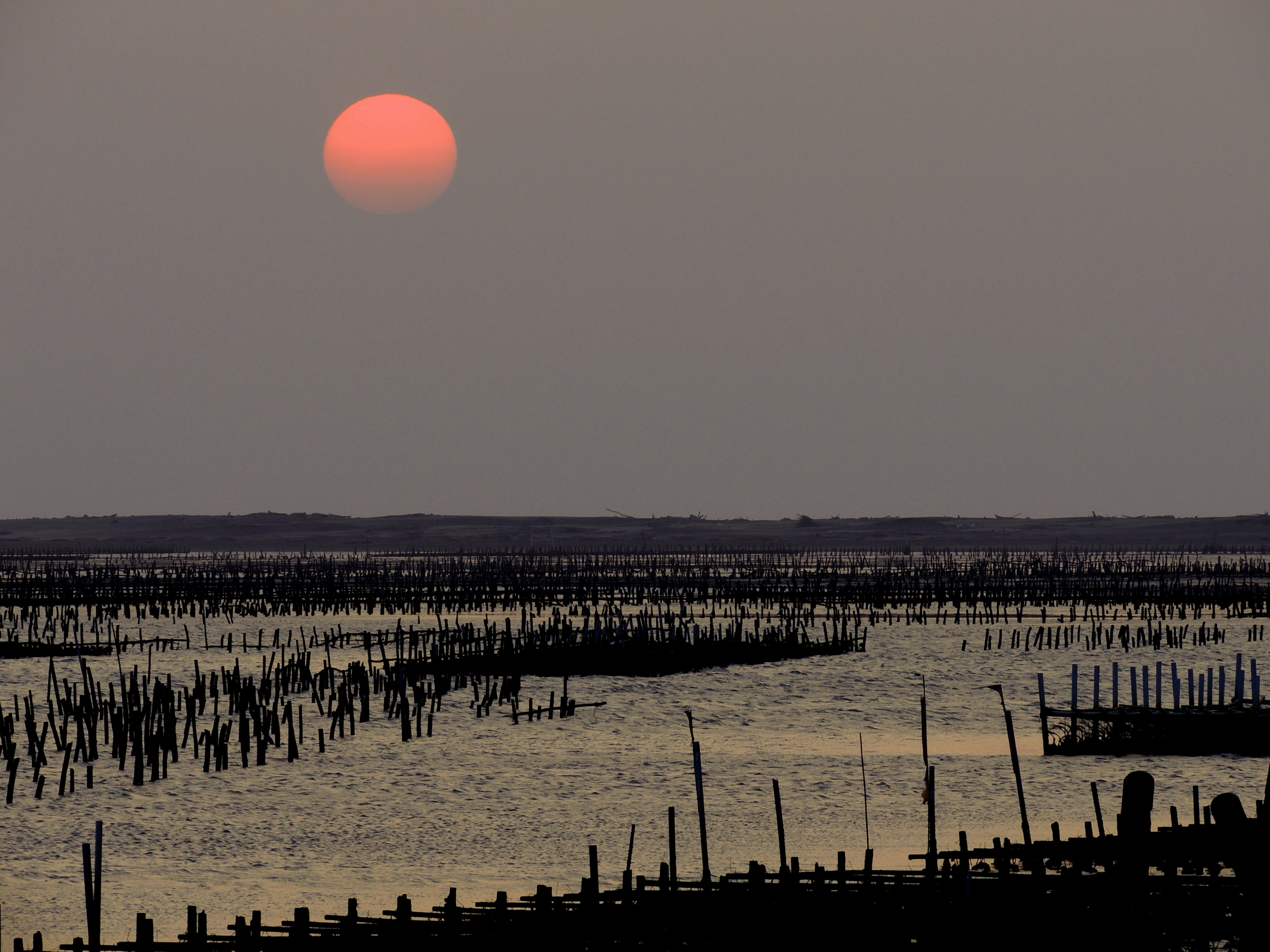
Lagune von Qigu
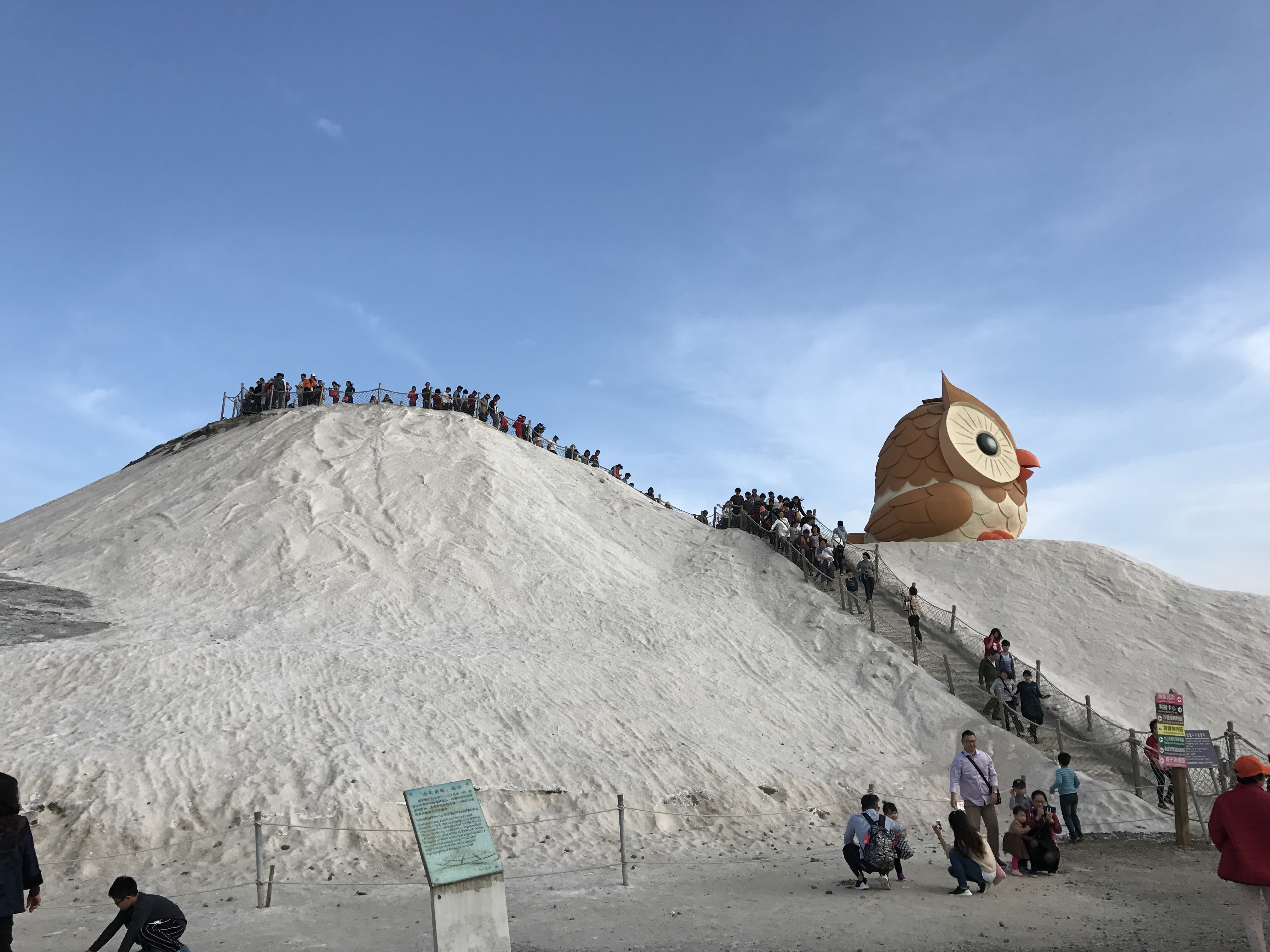
„Salzberge“ von Qigu
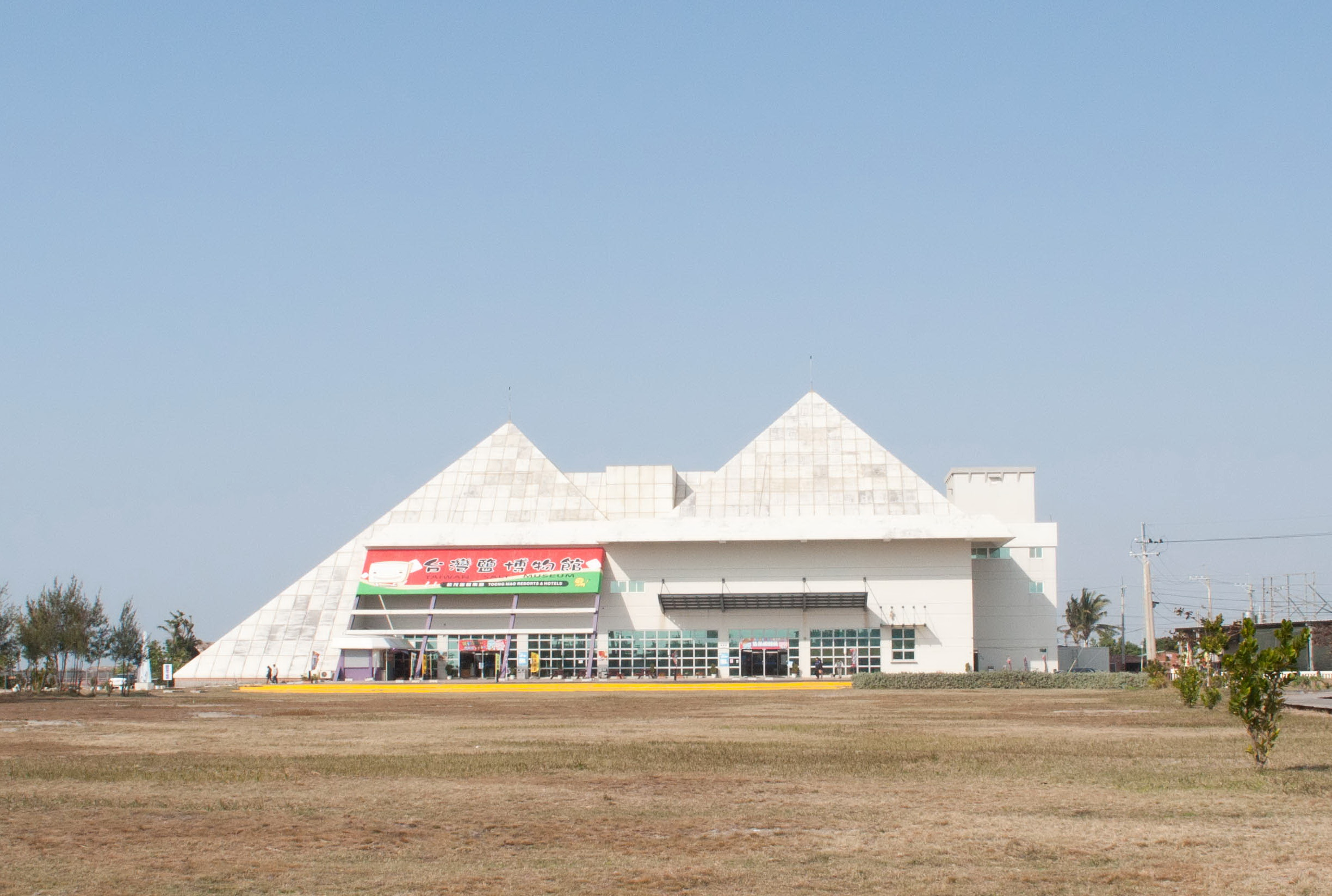
Salzmuseum